# XXx: State of the Union
xXx: State of the Union (bra: xXx 2 - Estado de Emergência; prt: XXX2: Estado Radical) é um filme americano de ação e aventura lançado em 2005, dirigido por Lee Tamahori. É uma sequência para xXx, lançado em 2002. O filme foi produzido pela Revolution Studios da Columbia Pictures.
Vin Diesel e Rob Cohen, o ator e diretor do primeiro filme tinham assinado para este filme antes de xXx ser filmado, mas os dois saíram. Cohen se manteve como produtor executivo.

## Elenco principal
| Ator / Atriz      | Personagem              |
| ----------------- | ----------------------- |
| Ice Cube          | Darius Stone            |
| Willem Dafoe      | George Deckert          |
| Samuel L. Jackson | Agente Augustus Gibbons |
| Xzibit            | Zeke                    |
| Ramon de Ocampo   | Agente Meadows          |
| Nona M. Gaye      | Lola                    |
| Sunny Mabrey      | Charlie                 |
| Scott Speedman    | Agente Kyle Steele      |
| Michael Roof      | Agente Toby Lee Shavers |

## Trilha sonora
1. "Get XXX'd " - J-Kwon feat. Petey Pablo e Ebony Eyez
2. "Anybody Seen The PoPo's!?!" - Ice Cube
3. "Fight The Power" - Korn feat. Xzibit
4. "Messiah" - Dead Celebrity Status feat. Chino XL
5. "Oh No" - Big Boi feat. Bubba Sparxxx e Killer Mike
6. "The Payback" - P.O.D.
7. "Dirty Little Thing" - Velvet Revolver
8. "Wyle Out" - Bone Crusher
9. "Here We Go" - Dirtbag
10. "Dis Dat Block" - YoungBloodZ
11. "Lookin' For U" - Chingy feat. G.I.B.
12. "The March" - Hush
13. "MKLVFKWR" - Moby e Public Enemy
14. "Just Like Wylin'" - Bone Crusher e Three Days Grace
15. "Did It Again" - Labba
16. "The Good Song" - Tonéx